# Трамвай у Патрах

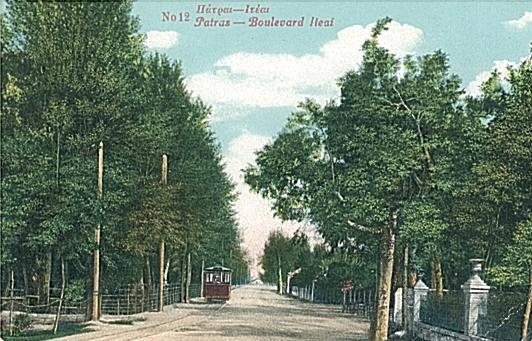
Сучасна листівка

Трамвáй у Пáтрах — вид міського громадського транспорту, який працював в Патрах з 1902 по 1918 рр.. Трамвайна мережа в Патрах була спочатку електрифікована і стала першою в Греції системою електричного трамвая.
Система складалася з 2-х ліній. Одна була протягнута в нижньому місті від району Агіос Діонісіос до Ітиі. Довжина лінії становила 5,3 км. Друга лінія проходила у верхньому місті; також починалася від району Агіос Діонісіос до площі Тамбахан. Довжина лінії 1,7 км.
В даний час є плани по відновленню трамвайного руху в Патрах.